# Opoul-Périllos

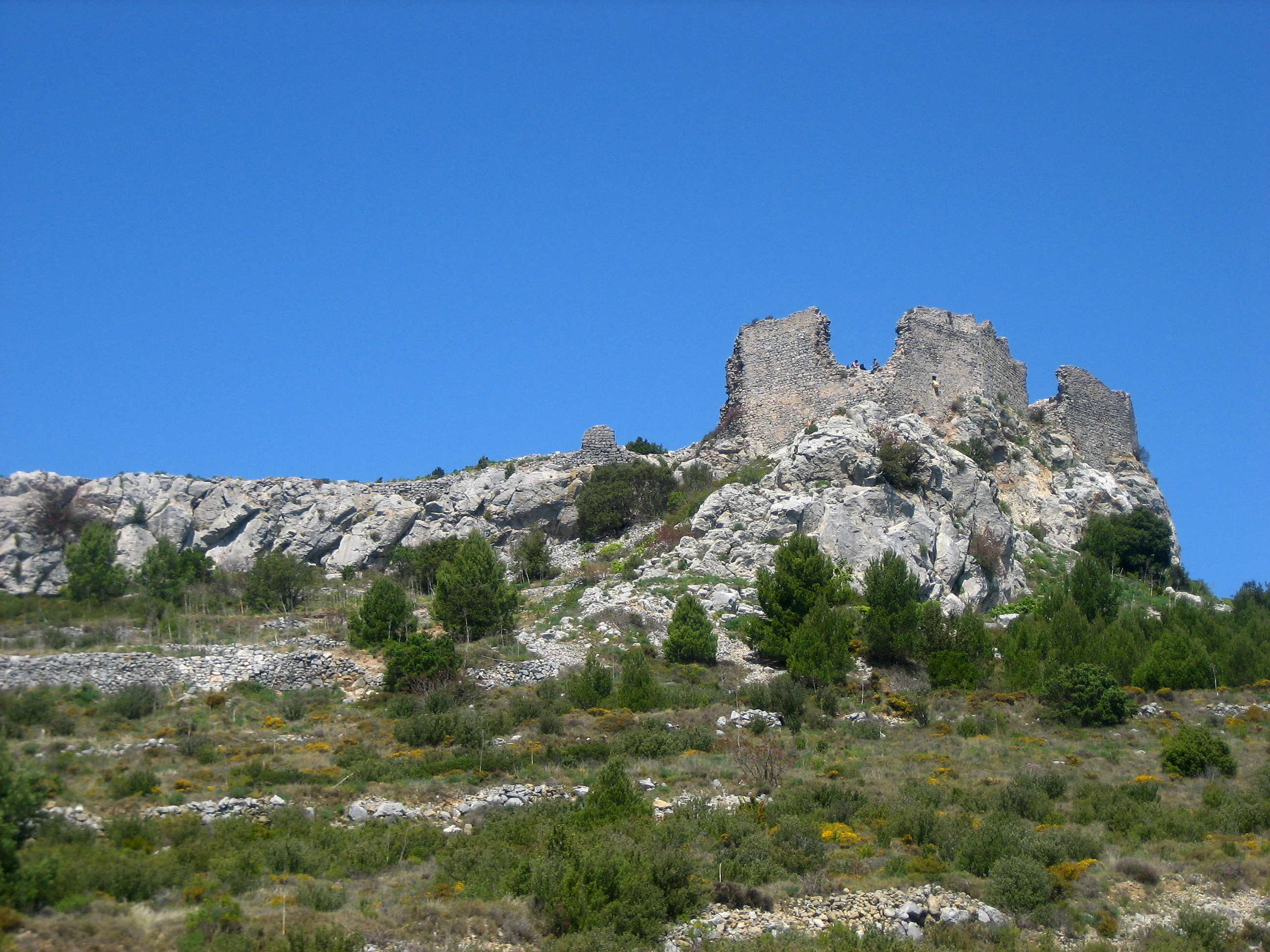
Ruiny zamku w Opoul, 2008

Opoul-Périllos – miejscowość i gmina we Francji, w regionie Oksytania, w departamencie Pireneje Wschodnie.
Według danych na rok 1990 gminę zamieszkiwało 585 osób, a gęstość zaludnienia wynosiła 12 osób/km² (wśród 1545 gmin Langwedocji-Roussillon Opoul-Périllos plasuje się na 479. miejscu pod względem liczby ludności, natomiast pod względem powierzchni na miejscu 62.).

## Populacja

Populacja Opoul-Périllos nas w latach 1962–2008